# Misión Lisboa
Misión Lisboa (en italiano: Da 077: intrigo a Lisbona; en francés: 077 intrigue à Lisbonne), también conocida como Espionaje en Lisboa, es una película de espías hispano-italiano-francesa de 1965 dirigida por Federico Aicardi y Tulio Demicheli y protagonizada por Brett Halsey, Marilú Tolo y Fernando Rey. El icono del cine de terror Jesús Franco escribió la historia original en la que se basa la película y también trabajó en la música. Es una entrada no oficial en la serie de películas del agente secreto 077, no teniendo relación con el interpretado por Ken Clark en la trilogía de películas Operación Loto Azul/La muerte espera en Atenas (1965), París-Estambul sin regreso (1965) y Operación Lady Chaplin (1966), dirigidas por Sergio Grieco.

## Argumento
El profesor Von Kessler de Lisboa ha descubierto la fórmula para neutralizar la nube radiactiva que está a punto de ser lanzada por las potencias orientales. George Farrell, agente 077 del Servicio de Inteligencia, es enviado entonces a Lisboa junto con su colega Terry Brown para tomar posesión de la fórmula. Pero otra organización también está interesada en ella y logra obtener la mitad de la fórmula escrita en código por el profesor. Al descubrir que para descifrar el código es necesario encontrar la clave de lectura escondida en la campana de un monasterio abandonado, el agente 077 parte en su búsqueda, seguido por los agentes de la organización enemiga.

## Reparto
- Brett Halsey como George Farrell, agente 077.
- Marilú Tolo como Terry Brown, compañera de 077.
- Fernando Rey como Agente de la Organización del Nuevo Mundo.
- Jeanne Valérie como Olga.
- Alfredo Mayo como Losky.
- Daniel Ceccaldi como Robert Scott.
- Francesca Rosano como Moira Johnson.
- Irán Eory como Amante de George.
- Barbara Nelli como Pamela.
- Erika Blanc como Chica en bikini (como Erica Bianchi).[1]
- Ángel Terrón
- Rafael Bardem
- María de las Rivas
- Miguel Palenzuela
- María de la Riva
- Vicente Roca
- George Nader como Borracho entrando en la habitación del hotel (sin acreditar).